# Тульский областной краеведческий музей
Тульский областной краеведческий музей (ТОКМ) — один из старейших музеев Тульской области, филиал государственного учреждения культуры Тульской области «Тульское музейное объединение».

## История музея
С середины 1880-х годов в Тульской губернии существовала Тульская Епархиальная палата древностей, организованная преподавателем Тульской духовной семинарии, историком-краеведом, действительным членом Московского археологического общества Николаем Ивановичем Троицким.
Новый музей был создан усилиями подотдела по делам музеев и охраны памятников искусства и старины при Тулгубнаробразе (ГубОНО). Возглавлял подотдел профессор Московского университета и автор работ по истории Тульского края А. П. Рудаков. Сотрудниками отдела стали Н. И. Троицкий, П. Д. Покаржевский (хранитель).
Музей получил название Тульский художественно-исторический (ТХИМ), а днём его основания стал день начала работы первой художественно-исторической выставки 18 мая 1919 году в Доме им. К. Маркса (до революции — доме им. Александра II, ныне — филиал «Тульские самовары»). На выставке были представлены предметы истории и искусства из дворянских усадеб Алексинского, Белёвского и Епифанского уездов, из ряда учреждений Тулы, из имений графа Бобринского в Богородицке, графа Гагарина в Епифанском и Крапивенском уезде. Это были предметы палеонтологии и археологии, этнографии, живописи, гравюры, литографии, фарфор и фаянс, бисер, мебель, оружие, мрамор, бронза из собрания частных коллекционеров, а также полотна И. К. Айвазовского, Н. С. Самокиша, П. Р. Ковалевского, В. А. Тропинина, Л. Ф. Лагорио, Ю. Ю. Клевера, Н. Е. Рачкова.
Первыми организаторами музея стали учитель Ф. Н. Ферри и художник П. Д. Покаржевский. Цитата из проекта музея как научно-исследовательского учреждения:
В 1927 году Тульский художественно-исторический музей был переименован в Тульский краеведческий музей, а в 1937 году, в связи с образованием Тульской области, получил статус областного.
Музеи должны стать лабораториями не только для людей местного края, но и для тех, кто захотел бы изучать на памятниках старины местного края и прошлое всей странызаведующий музея Ф. Н. Ферри

## Экспозиция
Постоянная музейная экспозиция открылась в мае 1920 года. Вход в музей был бесплатным. За период до 1927 года сотрудникам удалось не только изучить и описать музейную коллекцию, но и опубликовать материалы краеведческого характера, а также собрать большое количество новых экспонатов. Например, живопись К. П. Брюллова, Ф.-Х. Гау, Г. Г. Мясоедова, К. А. Коровина, П. П. Кончаловского; саксонский фарфор, английский фаянс Веджвуда, фарфор русских фабрик.
В период Отечественной войны экспозиции музея были свёрнуты, наиболее ценные экспозиции эвакуированы в г. Курган. В музее развернули художественную выставку «Героическая оборона Тулы».
Для посетителей музей вновь открылся в феврале 1947 года. В послевоенные годы музей активно пополнял свою коллекцию и к 50-летию празднования Великой Октябрьской социалистической революции открылись новые экспозиции. Всего на тот момент насчитывалось три основных экспозиционных отдела:
- природы;
- истории досоветского периода;
- истории советского общества.

Отдельная экспозиция посвящена первой русской революции в России 1905—1907 годах.
20 декабря 2013 года Тульский областной краеведческий музей вновь открылся после длительных масштабных ремонтно-реставрационных работ. Визитной карточкой музея является скульптура В. Я. Меньшова «Куликовская битва». В конце 2013 года на втором этаже музея открылись новые экспозиции «Першинская охота» и «Воинская слава туляков», которая располагается в двух залах и состоит в первом зале из четырёх исторических событый: от наконечников копий и створки креста-энколпиона с Куликовского поля — до пистолета с ударно-кремнёвым замком Тульского оружейного завода 1813 года; от наград туляков-участников боя крейсера «Варяг» матроса А. И. Кузнецова и корабельного священника М. И. Руднева — до документов и наград руководителя обороны Тулы, члена военного совета 50-й армии В. Г. Жаворонкова.
Редкие книги представлены в музее из коллекции фондового собрания ГУК ТО "Объединение «Историко-краеведческий и художественный музей», который насчитывает более 8000 единиц хранения. Например, в центре витрины, посвященной подвигу русских моряков крейсера «Варяг» в Русско-японской войне и Первой мировой войне 1914—1918 гг. помещён воинский требник «Чин поминовения о православных воинах за Веру, Царя и Отечество на брани убиенных» (М. 1896 г., ТОКМ 2569).

## Экспонаты
Среди известных экспонатов можно назвать:
- «Куликовская битва». Скульптура В. Я. Меньшова[14].
- Модель вододействующего оборудования на Тульском оружейном заводе XVIII века[15].
- Знамя — подарок Тульскому обкому РКП(б) от рабочих Оружейного завода 1929 года[16].

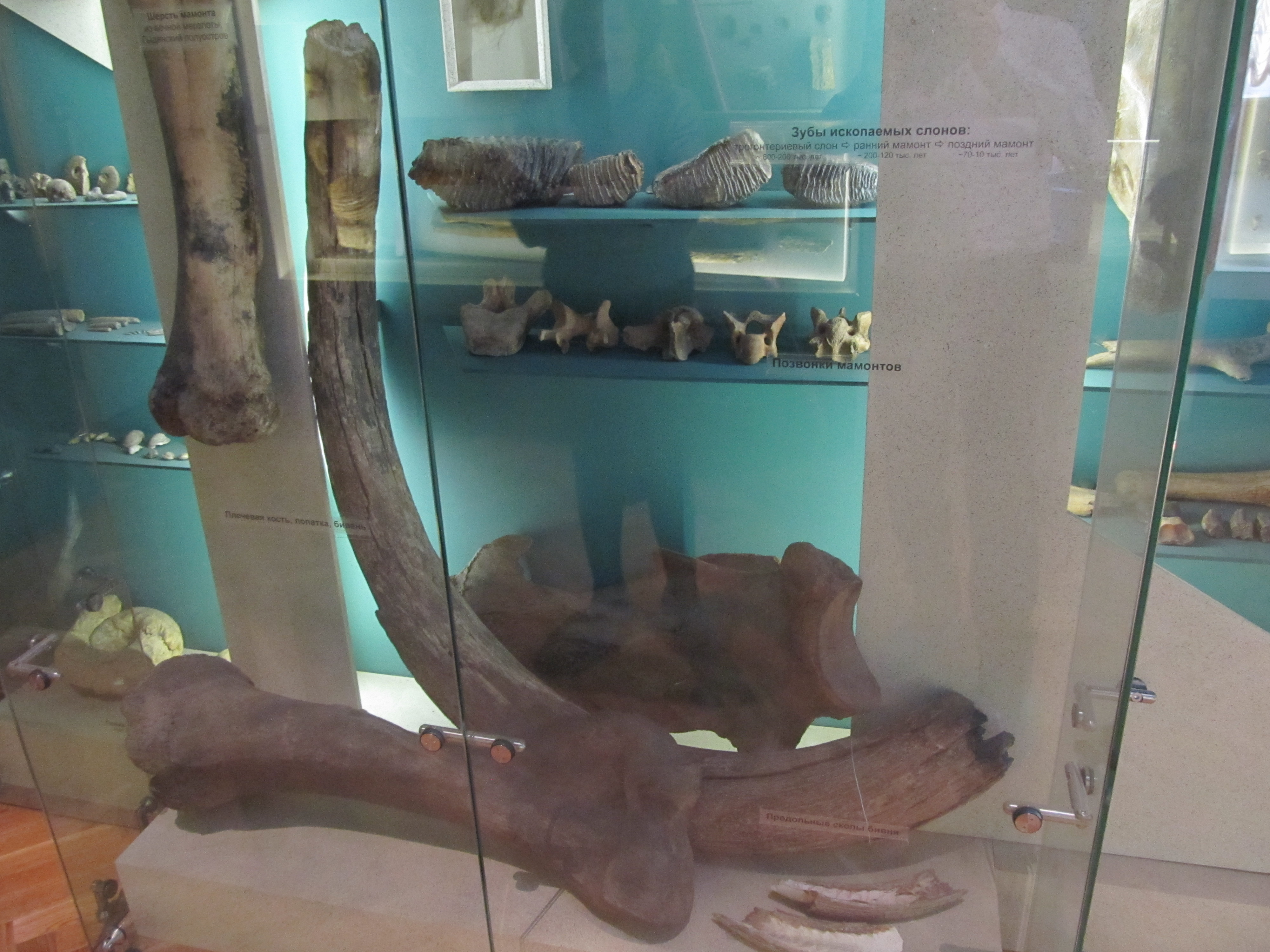
Ископаемые останки мамонтов: шерсть, зубы, кости, сколы бивня, позвонки (трогонтериевый слон → ранний мамонт → поздний мамонт)
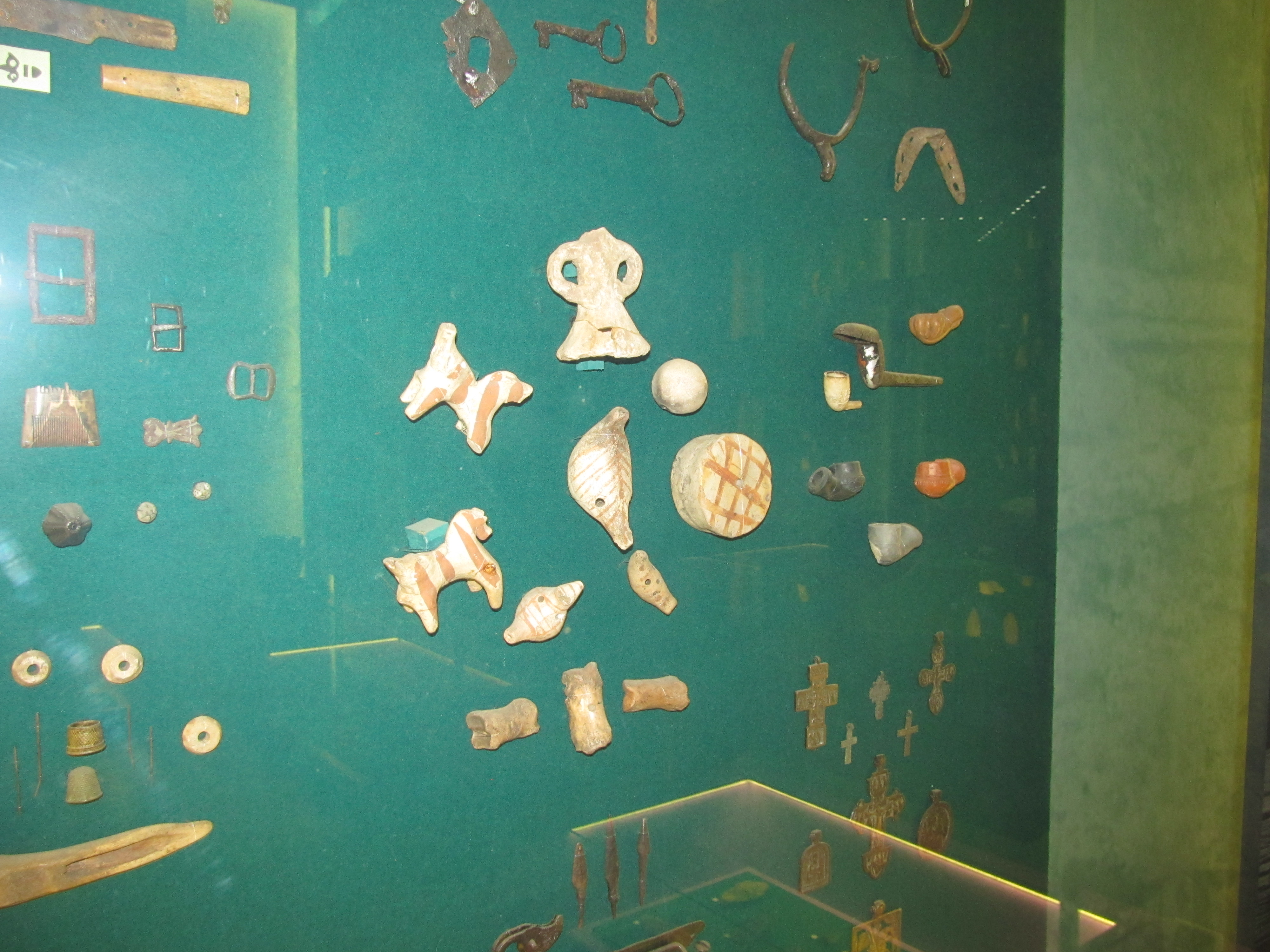
Языческие амулеты и христианские кресты-тельники (бронза, кость, камень). Орудия мастера-ювелира, заготовка перстня и образцы изделий (железо, глина, бронза). Пряслица для веретён (глина). Миниатюрный круговой сосудик с крышкой (глина).
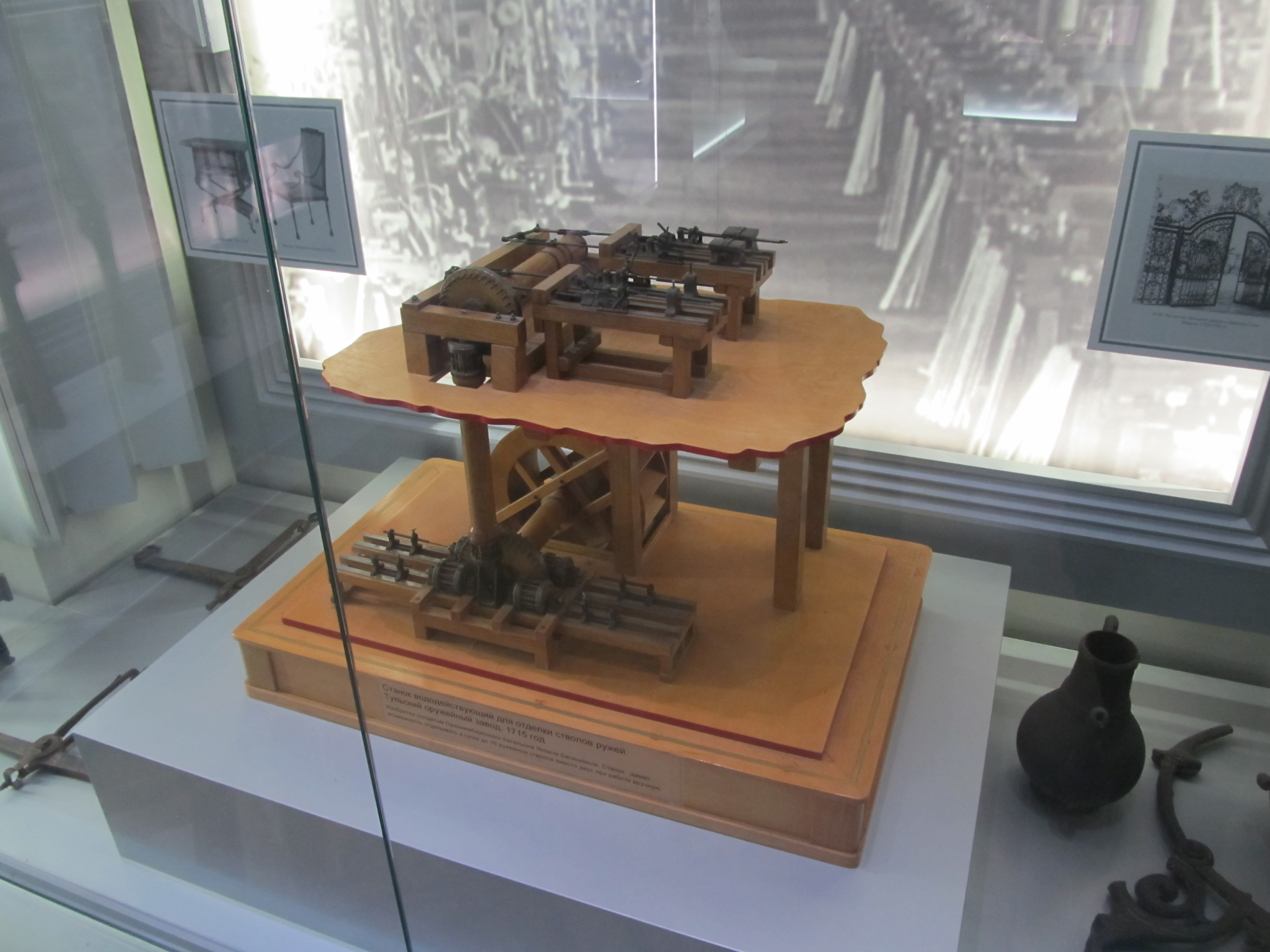
Станок вододействующий для отделки стволов ружей. Тульский оружейный завод, 1715 г. Модель. Изобретён солдатом Ораниенбауманского батальона Яковым Батищевым. Станок давал возможность отделывать за сутки до 16-ти ружейных стволов вместо двух при работе вручную.
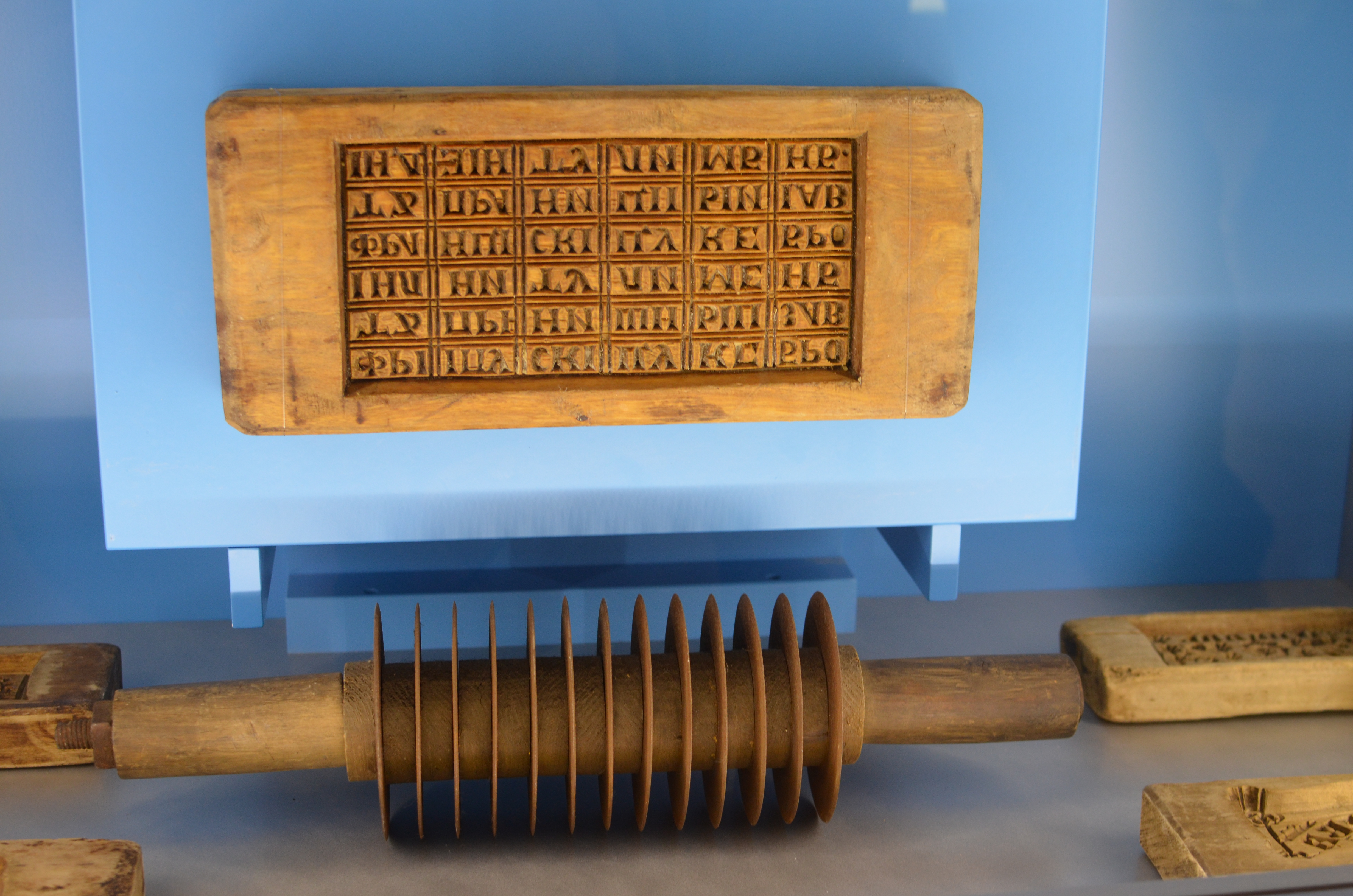
Доски тульских пряничных заведений конца XIX - начала XX веков. Оборудование тульских кондитерских фабрик начала XX века: валик для изготовления карамели, резак для тянучек кондитерской фабрики В. Е. Серикова. Печати тульских самоварных фабрик начала XX века.
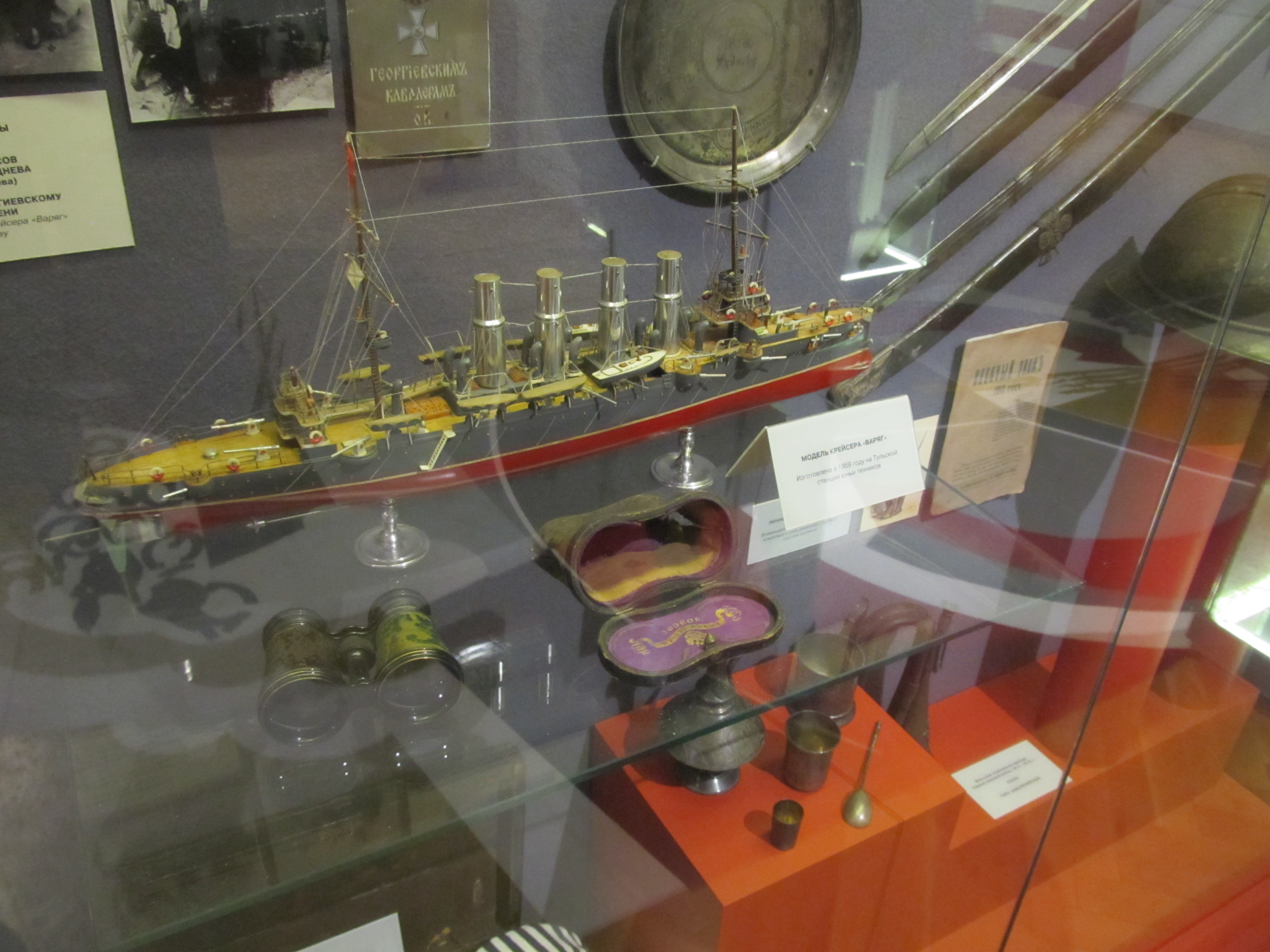
Модель крейсера Варяг. 1959 г. Изготовлена на Тульской станции юных техников. Витрина Русско-японской войны
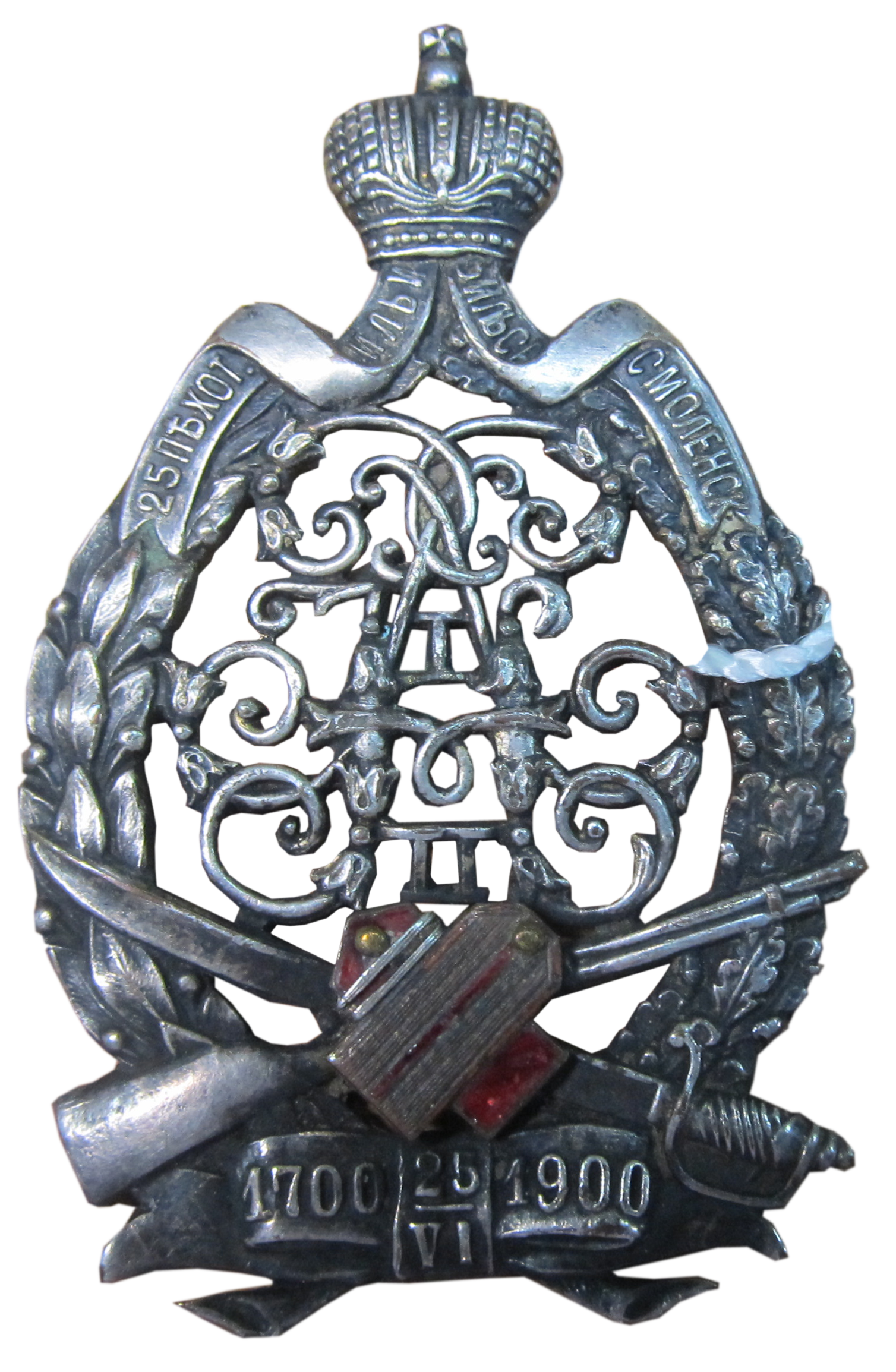
Полковой (юбилейный 1700-25/VI-1900 гг.) нагрудный знак Смоленского 25-го пехотного полка. Инв. номер ТОКМ 4298 НМЗ-3356 (справа часть белой нитки от инвентарного номерка).